# Michail Ščetinin
Mikhail Vadimovič Ščetinin (in russo Михаил Вадимович Щетинин?; Kursk, 8 luglio 2005) è un calciatore russo, centrocampista del Fakel Voronež, in prestito dalla Lokomotiv Mosca.

## Carriera

### Club
Cresciuto nel settore giovanile della Lokomotiv Mosca, debutta in prima squadra il 27 novembre 2022, in occasione dell'incontro di Kubok Rossii contro il Pari Nižnij Novgorod vinto per 3-1.

### Nazionale
Ha giocato nelle nazionali giovanili russe Under-15, Under-16, Under-17 ed Under-18.

## Statistiche

### Presenze e reti nei club
Statistiche aggiornate al 24 agosto 2024.
| Stagione               | Squadra                | Campionato             | Campionato | Campionato | Coppe nazionali | Coppe nazionali | Coppe nazionali | Coppe continentali | Coppe continentali | Coppe continentali | Altre coppe | Altre coppe | Altre coppe | Totale | Totale |
| Stagione               | Squadra                | Comp                   | Pres       | Reti       | Comp            | Pres            | Reti            | Comp               | Pres               | Reti               | Comp        | Pres        | Reti        | Pres   | Reti   |
| ---------------------- | ---------------------- | ---------------------- | ---------- | ---------- | --------------- | --------------- | --------------- | ------------------ | ------------------ | ------------------ | ----------- | ----------- | ----------- | ------ | ------ |
| 2022-2023              | Lokomotiv Mosca        | PL                     | 3          | 0          | CR              | 2               | 0               |                    | -                  | -                  |             | -           | -           | 5      | 0      |
| 2023-2024              | Lokomotiv Mosca        | PL                     | 0          | 0          | CR              | 3               | 0               |                    | -                  | -                  |             | -           | -           | 3      | 0      |
| Totale Lokomotiv Mosca | Totale Lokomotiv Mosca | Totale Lokomotiv Mosca | 3          | 0          |                 | 5               | 0               |                    | -                  | -                  |             | -           | -           | 8      | 0      |
| 2024-2025              | Fakel Voronež          | PL                     | 4          | 0          | CR              | 1               | 0               |                    | -                  | -                  |             | -           | -           | 5      | 0      |
| Totale carriera        | Totale carriera        | Totale carriera        | 7          | 0          |                 | 6               | 0               |                    | -                  | -                  |             | -           | -           | 13     | 0      |